# Emst (Hagen)

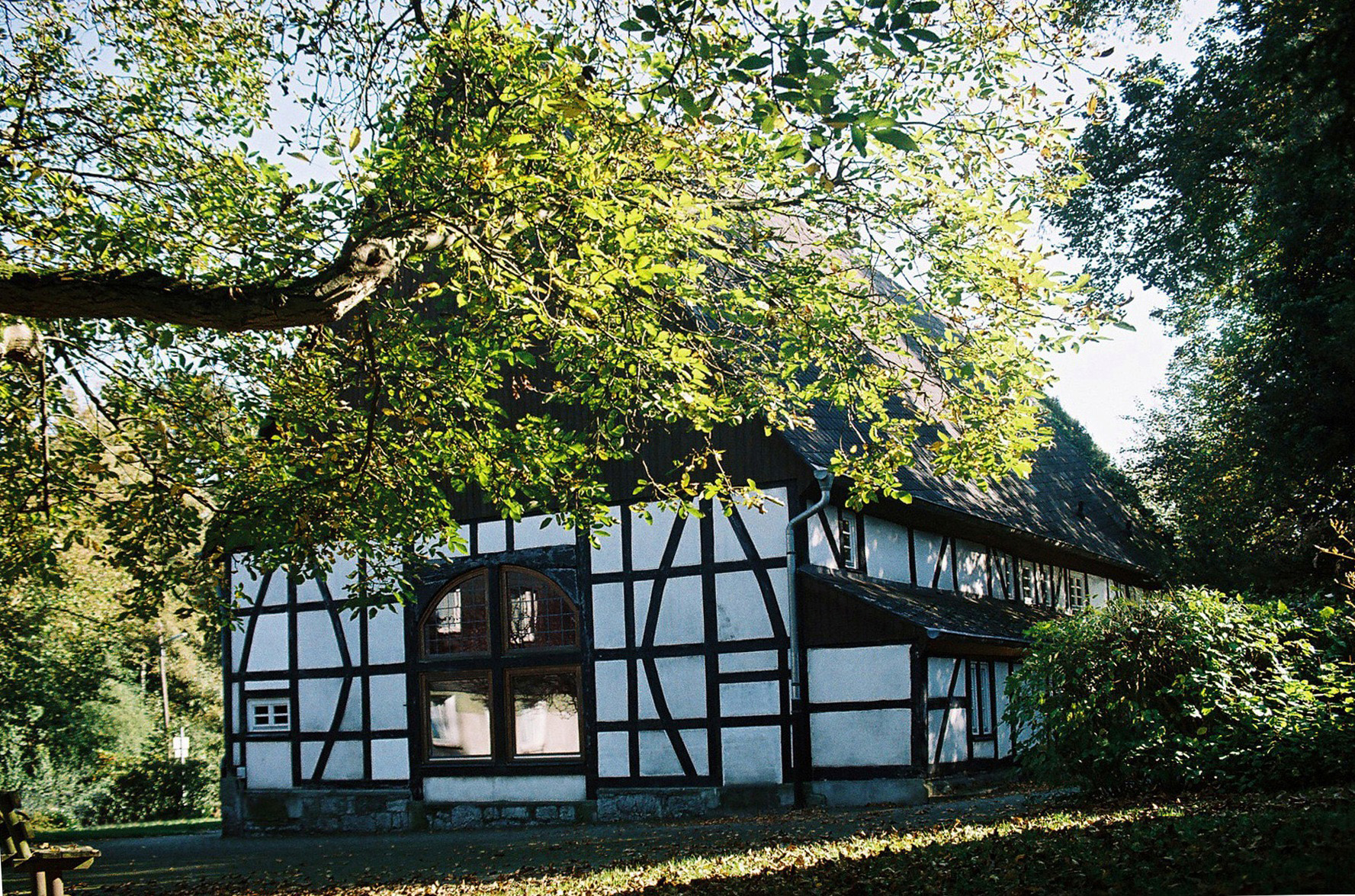
Altes Bauernhaus Hagen-Emst (Alt-Emst)

Emst ist ein Stadtteil im Stadtbezirk-Mitte der kreisfreien Großstadt Hagen in Nordrhein-Westfalen.

## Gliederung
Man kann den Stadtteil in die Gebiete Alt-Emst (Süden), Bissingheim (Süden, Südosten), Emsterfeld (Zentral), Neu-Emst (Südwesten), Remberg (Nordwesten) und Emster Straße (Nordosten) unterteilen; diese Gebiete haben jedoch keine administrative Bedeutung. 
Politisch gliedert sich der Stadtteil heute im Stadtbezirk-Mitte in die Wohnbezirke Emst-Ost (mit Bissingheim und Haßley) und Emst-West. Am 31. Dezember 2018 gab es in den beiden Wohnbezirken insgesamt in 6039 Wohnungen mit 5529 Haushaltungen 10.719 Einwohner.

## Geschichte

### Mittelalter bis zum 19. Jahrhundert
Erstmals wird Emst mit Gelo de Einhurst im Jahre 1050 in einem Güter- und Einkünfteverzeichnis der Benediktiner- und Reichsabtei Werden mit einer jährlichen grundherrlichen Abgabe von 18 Pfennigen erwähnt. Später wird Emst urkundlich im Jahre 1313 als Emhorst, 1397 als Einhorst und 1414 als Emhorn erwähnt. Über Emoest und Eimest wandelt sich der Name, bis 1656 zum ersten Mal die heutige Kurzform Emst in einem Markenbegehungsprotokoll genannt ist. Es ist mit Sicherheit davon auszugehen, dass der Name Emst oder Einhorst älter als die heute erhaltenen Urkunden ist. Daher bleibt offen, ob der Name Einhorst für den Namen eines Einzelhofes im Sinne eines einzeln stehenden Horstes zu deuten ist, der an einer steilen Bergkante steht.
Die Bezeichnung Emst bezog sich bis zum Beginn des 20. Jahrhunderts auf die Bauernhöfe zwischen den heutigen Straßen An der Egge und Auf dem Kämpchen und ihre Ländereien, die im Bereich des heutigen Altemst zu finden waren und zur Bauerschaft Eppenhausen gehörten. Eine weitergehende Besiedlung setzte erst mit der Eingemeindung in die Stadt Hagen (1901) und mit der Gründung der Firma Gartenvorstadt Emst GmbH (1911) ein. Heute ist von der ursprünglichen Bebauung nur noch ein Resthof vorhanden, der als AWO-Kulturhof genutzt wird.

### Bebauung zu Beginn des 20. Jahrhunderts
Im Jahr 1911 kaufte die Gartenvorstadt Emst GmbH die gesamte Emster Hochfläche mit den bewaldeten Hängen zum Volmetal auf. Der Initiator der Gartenstadt, Karl-Ernst-Osthaus, hatte die Absicht, das Areal durch Walter Gropius bebauen zu lassen, was jedoch durch den Ersten Weltkrieg nicht umgesetzt werden konnte.
1912 erwarb der Spar- und Bauverein Wehringhausen das Gebiet um die damaligen Straßen Unter- und Oberbaufeld, Am Bogen, Am Waldesrand und Im Buchenthal (s. Karte von 1920). Bis 1915 errichtete der Wehringhauser Spar- und Bauverein dort 30 Häuser – von der Gartenvorstadt Emst wurden (an der Willdestraße) und von Privatpersonen bis zum selben Zeitpunkt weitere 40 Häuser erbaut. Das Gebiet wird heute Neu-Emst genannt (auf alten Karten noch In der Hardt). 1917 wurde die Westfälische Heimstättengesellschaft mbH in Münster Nachfolgerin der Gartenvorstadt Emst GmbH und nannte sich ein Jahr später in Hagener Heimatstätten GmbH um. Nach dem Ende des Ersten Weltkrieges wurde die Straße Hasenlauf vom Spar- und Bauverein Wehringhausen bebaut. 1925 und 1926 wurden die Reihenhäuser an den Straßen Annaberghöhe und Im Eichenwald erbaut.
Nun entstand der erste Bauabschnitt der nach dem Bodenreformer General Freiherr von Bissing benannten Siedlung Bissingheim östlich von Altemst. Dort sollten zunächst nur Kriegsbeschädigte angesiedelt werden. Für den Bau wurde die Westfälische Bissingheim-Gesellschaft mbH gegründet, die an den Straßen Auf dem Boden, Auf dem Birnbaum, und Teile des Birkenhain von 1919 bis 1920 mit 102 Einfamilienhäusern bebaute. Zwischen 1921 und 1926 folgte die Bebauung der Straßen Am Bissingheim (heute Cunostraße), Am Schlage, Birkenhain und Wacholderkamp. Im Jahr 1926 standen in Bissingheim zirka 300 Siedlerhäuser, die alle eigene Ställe und Gärten hatten. 1928 wurden in der Elmenhorststraße zweigeschossige Häuser gebaut. Von 1930 bis 1932 entstand in der östlichen Cunostraße und im westlichen Wacholderkamp eine Erwerbslosensiedlung. Noch heute existiert der Siedlerbund Bissingheim.
In den Jahren 1932 bis 1938 entstanden an der Eupen-, Malmedy- und Elsenbornstraße sowie im Wasserlosen Tal die ersten Häuser.
Seitdem im Juni 1912 ein Flugtag auf dem Emsterfeld stattfand und deshalb viele Besucher nach Hagen kamen, wurden immer wieder Bemühungen gemacht, einen Flugplatz anzulegen, da sich die Emster Hochebene gut dafür eignete. Schließlich wurde 1934 ein Flugplatz für leichte Sportflugzeuge, bestehend aus einer Start- und einer Landebahn und einem Hangar eröffnet; die Stadt versuchte dem Dortmunder Flughafen Konkurrenz zu machen, dies gelang jedoch nicht. Im Jahr 1937 fanden Planungen für einen Ausbau des Platzes statt: zwei Hangars, ein Tower, mehrere Empfangs- und Aufenthaltsgebäude, eine Verwaltung und Werkstätten sollten gebaut werden; der Plan wurde aber nie umgesetzt. Zu Ende der 1930er und Anfang der 1940er Jahre wurde der Flughafen auch militärisch genutzt. Nach dem 2. Weltkrieg wurde er geschlossen.

### Entwicklung seit 1924

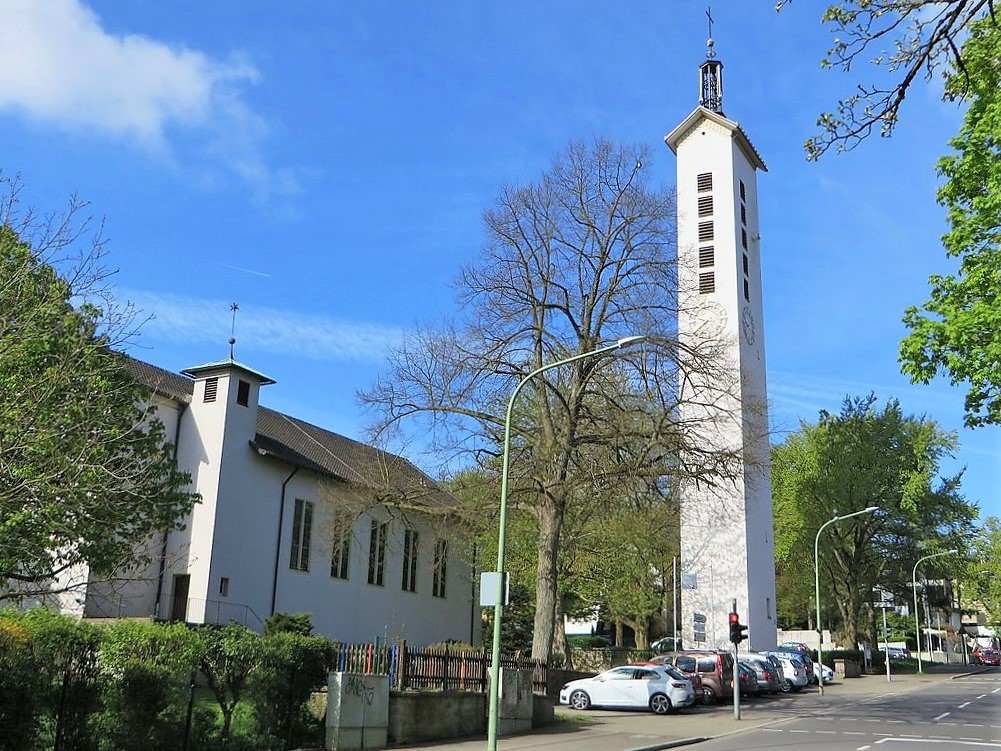
Erlöserkirche an der Cunostraße

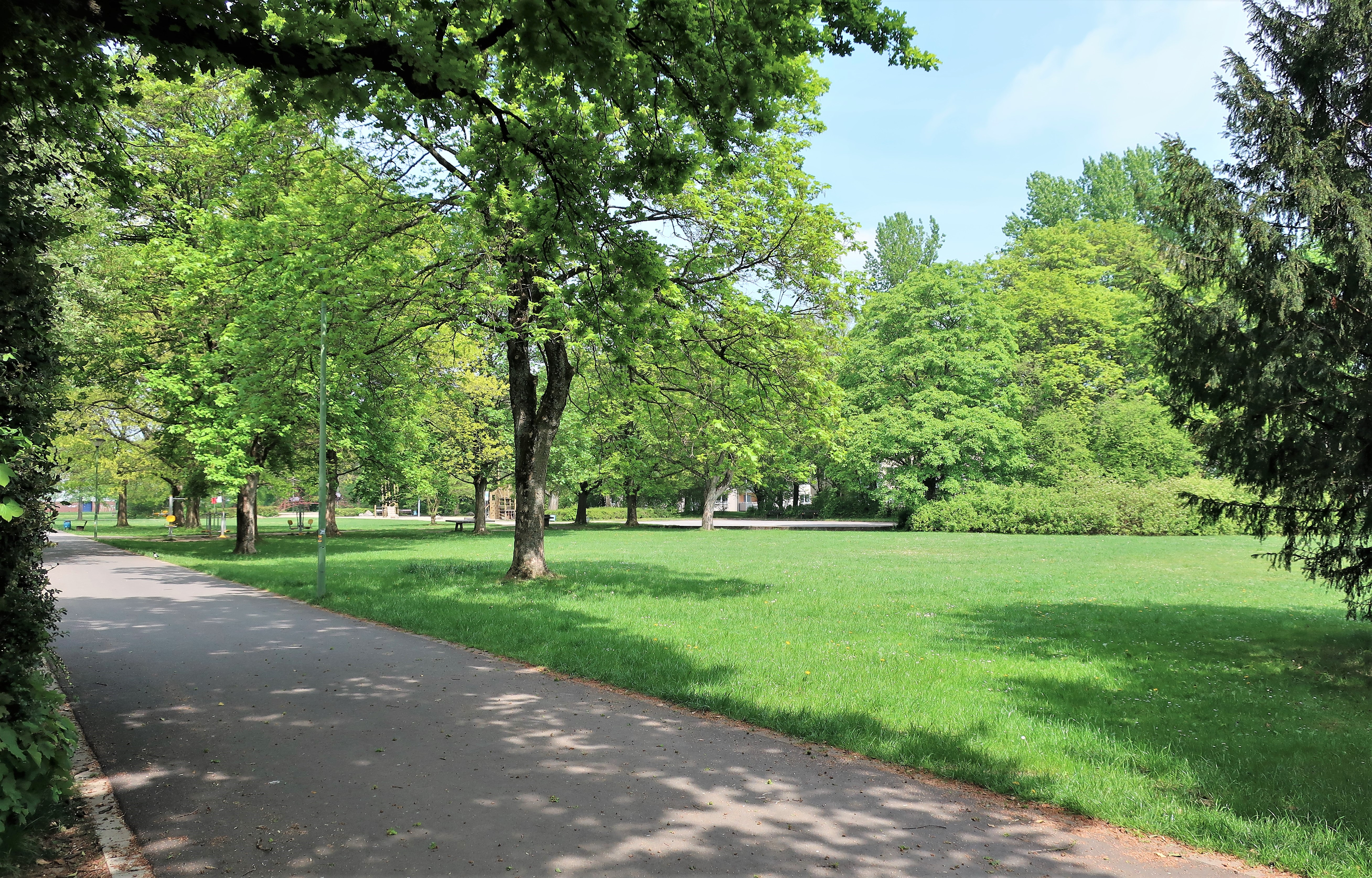
Fritz-Steinhoff-Park

Von 1924 bis 1935 war Heinrich König Vikar in Emst. Unter ihm wurde 1926 die kleine Heilig-Geist-Kirche, das heutige Pfarrheim der katholischen Gemeinde (seit 2002 Heinrich-König-Haus) erbaut. Im Jahr 1954 fand die Grundsteinlegung der beiden größeren Emster Kirchen (Heilig-Geist-Kirche, kath. und Erlöserkirche, ev.-luth.) statt.
Am 5. September 1913 wurde eine Straßenbahnstrecke abzweigend von der Eppenhauser Straße über die Emster Straße bis zur Karl-Ernst-Osthaus-Straße von der Hagener Straßenbahn eröffnet. Diese wurde noch im November desselben Jahres um 400 Meter bis zur Haltestelle Emst, Kirche erweitert und von der Linie 1 (Emst, Kirche - Haspe, Schützenhof), ab den 1930er Jahren aber von der Linie 3 (Emst, Kirche - Haspe, Nordstr.) befahren. 1956 wurde die Strecke weiter bis zur Haltestelle Bissingheim, Cunostraße und 1968 bis Bissingheim, Köhlerweg erweitert. Im Mai 1975 wurde der Betrieb der Linie 3 in Emst eingestellt, die letzte Straßenbahn in Hagen fuhr am 29. Mai 1976 vom Markt nach Kabel.
In den 1950er- und 1960er-Jahren wurde das bis dahin landwirtschaftlich genutzte Emsterfeld mit Reihen- und Mietshäusern bebaut.
Emst ist heute eines der bevorzugten Wohngebiete in Hagen, das stadtnah liegt, aber (bis auf die am Rand vorbeiführende Bundesautobahn 45) von Durchgangsverkehr weitgehend verschont ist und eine fast reine Wohnbebauung aufweist. Zwei kleine Einkaufszentren befinden sich zwischen Altemst und dem Emsterfeld an der evangelischen Kirche, und am östlichen Rand der Großwohnsiedlung Emsterfeld. Emst verfügt über einen eigenen Wochenmarkt, der donnerstags stattfindet. Der Marktplatz wird außerdem als Parkplatz und für Trödelmärkte genutzt. Der Emster Sportverein SC Concordia Hagen veranstaltet jährlich an Himmelfahrt den Emster Volkslauf. Dieser gilt unter Läufern aufgrund seines Höhenprofils als sehr anspruchsvoll. 
Zentrum ist das sogenannte „Quadrat“ an der Ecke Emster Straße/Cunostraße, ein kleiner Ladenhof mit mehreren Geschäften.

## Geologie
Emst liegt – geologisch gesehen – auf einer größeren Hochebene, die durch den Massenkalk gebildet wird. Auf der Hochebene gibt es praktisch keine Oberflächengewässer. Der Massenkalkzug erstreckt sich von Osten kommend vom Hönnetal über Iserlohn, Letmathe und Hohenlimburg bis zum Volmehang (Grenze zwischen Hagen-Emst und Hagen-Innenstadt) und findet seine Fortsetzung von Schwelm aus über Wülfrath und das Neandertal weiter nach Westen. Zwischen Hagen und Schwelm ist der Verlauf des Massenkalkzuges durch die sogenannte Ennepestörung, eine geologische Verwerfung, unterbrochen worden. Massenkalk und insbesondere Dolomit sind wertvolle, abbauwürdige Gesteinsarten, die stets in einer Vielzahl von Steinbrüchen gebrochen wurden und noch werden. In einem großen Steinbruchbetrieb Dolomitwerk, der zwischen den Stadtteilen Emst und Hohenlimburg liegt, wird Dolomit, eine magnesiumhaltige Sonderart des Massenkalkes, abgebaut. Dieser Dolomit wird z. B. für die Erzeugung von Schamottesteinen benötigt. Der Dolomitsteinbruch ist abbaubedingt die topografisch tiefste Stelle im umliegenden Gelände, was hydrologische Probleme bedingt (Grundwasserabsenkung).
Weitere heute stillgelegte Kalksteinbrüche in Emst: Steinbrüche links und rechts des „wasserlosen Tales“ sowie Steinbrüche am Elmenhorst und am Staplack.
Bei seiner Entstehung vor etwa 360 Millionen Jahren ist dieser Massenkalk ein Barriereriff in einem flachen Randmeer zwischen dem heutigen Nordeuropa und dem herandriftenden südlichen Resteuropa gewesen, das mit dem Auffalten des variskischen Gebirges im Bereich des heutigen Sauerlandes trockengefallen ist. Mit der anschließenden Verkarstung des Massenkalkes drang durch Spalten und Risse kohlensäurehaltiges Oberflächenwasser ein, die sich im weiteren Verlauf zu Gängen und Höhlen erweiterten. Stichwort: [Speläogenese]; Auf der Emster Hochfläche selbst sind aber praktisch keine größeren Höhlen bekannt da ein Großteil des Massenkalkes von Lehm- und Lößlagen überdeckt ist, die die Verkarstung erschweren. Lediglich in den Randlagen, betreffend Emst also am Volmehang, gibt es einige kleine und größere Höhlen. Zu nennen ist hier vor allem das Volmehanghöhlensystem, bestehend aus Volmehanghöhle, Martinsloch und Volmetalhöhle, das hinter und unter der Hagener Stadthalle liegt.

## Bevölkerung
Die Einwohnerzahl ist in den letzten Jahrzehnten sehr konstant im Bereich um zehn- bis elftausend geblieben, wobei eine leichte Abnahme festzustellen ist.
Am 31. Dezember 2024 lebten 10.713 Einwohner in Emst.
Strukturdaten der Bevölkerung in Hohenlimburg (2024):
- Bevölkerungsanteil der unter 20-Jährigen: 16,0 % (Hagener Durchschnitt: 20,5 %)[7]
- Bevölkerungsanteil der mindestens 60-Jährigen: 39,1 % (Hagener Durchschnitt: 29,0 %)[8]
- Ausländeranteil: 7,2 % (Hagener Durchschnitt: 24,3 %)[9]

| Alter   | Personen | Anteil |
| 0–9     | 864      | 8,08   |
| 10–19   | 811      | 7,58   |
| 20–29   | 892      | 8,34   |
| 30–39   | 1.162    | 10,86  |
| 40–49   | 1.073    | 10,03  |
| 50–59   | 1.779    | 16,63  |
| 60–69   | 1.594    | 14,90  |
| über 70 | 2.521    | 23,57  |
| alle    | 10.696   | 100,00 |

## Politik
Die aufgrund der Auswirkungen der CoVid-19-Pandemie niedrige Wahlbeteiligung (42 Prozent) bei den letzten Kommunalwahlen in Hagen am 13. September 2020 war im Stadtteil Emst mit 56 Prozent deutlich höher. Die SPD wurde dabei am häufigsten gewählt; im gesamten Stadtgebiet siegte jedoch die CDU. Der Sozialdemokrat Jörg Meier ist seit 2020 Bezirksbürgermeister von Hagen-Mitte.

## Freizeit
Auf dem Emsterfeld liegt der Fritz-Steinhoff-Park, eine circa 440 m lange und 180 m breite (an der breitesten Stelle) Parkanlage. Sie besteht unter anderem aus zwei Spielplätzen, einem Jugendzentrum, einer Sporthalle und grenzt an eine Grund- und eine ehemalige Realschule, sowie an den Emster Marktplatz.
An der Heilig-Geist-Kirche auf Altemst liegen ein weiteres Jugendzentrum und ein Restaurant.
Der bewaldete Volmehang steht unter Naturschutz (Naturschutzgebiet Hardt). Es gibt ein kleineres Wegenetz, welches gut bewandert werden kann (beispielsweise als Ausgangspunkt für Ausflüge Richtung Staplack, Kattenohl usw.).
Am Fuß des Wasserlosen Tales befindet sich die 1986 eröffnete Hagener Stadthalle, ein Hotel, der Felsengarten (eine kleine Parkanlage im ehemaligen Steinbruch), sowie ein Zugang zu den Elbershallen.
Bedeutend ist auch die denkmalgeschützte Jugendstil-Villa Hohenhof, die zur Siedlung Hohenhagen zwischen Eppenhausen und Emst liegt und Teil der Route der Industriekultur ist.

## Einkaufsmöglichkeiten
Mit dem Auto kann in wenigen Minuten die Hagener Innenstadt mit Fußgängerzone und den zwei Einkaufsgalerien erreicht werden. Im Wasserlosen Tal sind mehrere Gewerbebetriebe angesiedelt. Es gibt vier Supermärkte in der nahen Umgebung oder in Emst: Aldi (Wasserloses Tal), REWE (Emsterfeld), Edeka und Penny (Eppenhausen).
Außerdem sind in der Emster- und Cunostraße einige weitere, kleinere Geschäfte angesiedelt. Bis 2019 befand sich ein kleiner Supermarkt im Emster Ladenhof.

## Verkehr
Von größerer Bedeutung innerhalb des Stadtteils sind die Straßen: Emster Str. (Eppenhausen-Altemst), Cunostr. (Altemst-Köhlerweg), Bergrouthe/Berghang (Altemst-Delstern) und der Straßenzug Wasserloses Tal – Karl-Ernst-Osthaus-Str. (B54-Haßleyer Str.). 
Öffentlicher Nahverkehr
Folgende Buslinien verkehren durch Emst:
- 518 (Herdecke Schanze - Hohenlimburg Bf)
- 519 (Herdecke Nacken - Emsterfeld)
- 527 (Ischeland - Loxbaum)
- 535 (Markt - Emsterfeld)
- 541 (Wetter Bf - Bissingheim)
- NE2 (Haspe - Obernahmer)
- E7 (Tondernstr. - Sportpark Ischeland)
- E9 (Bissingheim - Sportpark Ischeland)
- E26 (Hohenlimburg Bf - Goebenstr.)

Nachts fährt nur der NE2 (Haspe - Obernahmer), wochentags zusätzlich zum Linienverkehr morgens die Einsatzwagen E7 (Tondernstr. - Sportpark Ischeland), E9 (Bissingheim - Sportpark Ischeland) und E26 (Hohenlimburg Bf - Goebenstr.) und mittags der E111 (Goebenstr. - Bissingheim).
Momentan gibt es in Emst 19 Haltestellen. Vor einer Fahrplanänderung am 15. Dezember 2019 fuhr die Linie 527 (von der Stadt aus) noch bis zur Haltestelle Willdestraße, um dann über die Haltestellen Baufeldstraße und Wasserturm wieder auf die heutige Streckenführung zu kommen. Heute biegt diese Linie (von der Stadt aus) schon nach der Haltestelle Wasserloses Tal in die Straße Am Waldesrand ein und hält an den neuen Haltestellen Am Waldesrand und Felsental; die Haltestelle Wasserturm wurde leicht verlegt, sodass sie auch heute noch angefahren wird. Auch Streckenführung der Linie 535 wurde 2019 leicht verändert: Zuvor fuhr sie noch (von Delstern aus gesehen) von der Haltestelle Delstern Friedhof über die Straße Berghang weiter zur Haltestelle Im Erlenbusch und von dort aus weiter über Emst Kirche, Cunostraße und Zeppelinweg nach Emsterfeld. Heute folgt diese Linie nach Delstern Friedhof der Elmenhorststraße und hält auch an der gleichnamigen, neu geschaffenen Haltestelle; dann folgt sie den Haltestellen Cunostraße und Zeppelinweg weiter nach Emsterfeld.
Die nächstgelegenen Bahnhöfe sind der zum Haltepunkt zurückgebaute und 1871 (für Güterverkehr) bzw. 1874 (für Personenverkehr) eröffnete Bahnhof Oberhagen, an dem die auf der Volmetalbahn verkehrende RB52 hält, und der Hagener Hauptbahnhof, der als wichtiger Eisenbahnknotenpunkt Anschluss an viele Fern- und Regionalverkehrslinien anbietet.
Für Informationen über die ehemalige Straßenbahn, siehe oben unter Geschichte.

## Belege
1. ↑  Stadtteildaten 2018 – Profile der 39 Hagener Wohnbezirke
2. ↑  Ralf Blank / Stephanie Marra / Gerhard E. Solbach: Hagen – Geschichte einer Großstadt und ihrer Region, Klartext Verlag, Essen 2008, Seite 89
3. ↑  Stadtplan von Hagen 1:10.500 (1920) - Landkartenarchiv.de. Abgerufen am 16. November 2021.
4. ↑  Stadtplan von Hagen 1:10.500 (1920) - Landkartenarchiv.de. Abgerufen am 17. November 2021.
5. ↑  Startseite Siedlerbund Bissingheim. Abgerufen am 9. Dezember 2021.
6. ↑   Bevölkerungszahlen der Stadtteile
7. ↑   Anteil der Bevölkerung unter 20 Jahren
8. ↑   Anteil der Bevölkerung von 60 Jahren und älter
9. ↑  
Ausländeranteil in den Stadtteilen
10. ↑  Hagener Straßenbahn AG: Netzpläne als Download. Abgerufen am 16. November 2021.

Koordinaten: 51° 21′ N, 7° 30′ O